# Rohey Malick Lowe
Rohey Malick Lowe (sinh ngày 19 tháng 12 năm 1971) là một chính trị gia người Gambia, từng giữ chức thị trưởng thành phố Banjul kể từ tháng 5 năm 2018 và là người phụ nữ đầu tiên được bầu vào vị trí này.

## Cuộc sống ban đầu và học vấn
Rohey Malick Lowe sinh ngày 19 tháng 12 năm 1971 tại Banjul, lúc đó được gọi là Bathurst. Cha của bà, Alhagie Malick Lowe, là thị trưởng của Banjul từ năm 1981 đến 1983. bà học trường trung học St Joseph. Năm 2012, bà chuyển đến châu Âu và học quan hệ quốc tế tại Đại học Falun ở Thụy Điển.

## Sự nghiệp
Lowe làm việc như một người kiểm soát thực phẩm và đồ uống trong một số khách sạn trước khi thành lập doanh nghiệp của riêng mình, "Wa Kerr Rohey", thay thế ngành bàng nghiệp khách sạn bằng vật liệu làm sạch. bà trở thành thành viên của đảng Dân chủ Xã hội khi sống và học tập tại Thụy Điển và phục vụ trong Ủy ban phúc lợi trẻ em của thành phố Nyköping.
Lowe trở lại The Gambia vào năm 2017 và là thành viên sáng lập của Đảng Dân chủ Thống nhất. Bà đã được chọn làm ứng cử viên UDP cho thị trưởng Banjul và trong chiến dịch tranh cử của bà đã nói về "sự bỏ bê hai mươi hai năm" của thành phố "trong tình trạng xấu".
Lowe được bầu làm thị trưởng Banjul vào ngày 12 tháng 5 năm 2018, người phụ nữ đầu tiên giữ vị trí này kể từ khi thành lập thành phố vào năm 1816. Bà cũng trở thành nữ thị trưởng đầu tiên của nước Gambia. Đây là cuộc bầu cử thị trưởng đầu tiên kể từ khi Tổng thống Yahya Jammeh bị mất chức vào tháng 12 năm 2016. Lowe đã đánh bại tám ứng cử viên khác bao gồm Abdoulie Bah đương nhiệm và một phụ nữ khác, Lizzie Eunson, một nhân viên ngân hàng, người hoạt động độc lập. Ủy ban bầu cử độc lập đã chứng nhận kết quả này, mô tả cuộc bầu cử là tự do, công bằng và minh bạch, mặc dù tỷ lệ cử tri đi bầu thấp. Lowe đã nhận được 2.836 phiếu bầu, so với 2.292 cho Bah và 1.576 cho Eunson. Lowe cho biết các ưu tiên hàng đầu của bà bao gồm vệ sinh, kinh tế thành phố và cơ sở hạ tầng công cộng. Trong bài phát biểu tại lễ nhậm chức của mình, bà nói mặc dù là thành viên của một đảng chính trị, "Hội đồng thành phố Banjul sẽ không bao giờ trở thành cánh mở rộng của bất kỳ đảng chính trị nào".
Vào tháng 12 năm 2018, Lowe đã được đề cử vào Quốc hội để thay thế Tombong Saidy, nhưng đã rút lại ứng cử sau khi không nhận được ủng hộ nồng nhiệt từ các đại biểu.
Vào tháng 3 năm 2019, Lowe đã phân bổ 10 triệu D của mình cho Sáng kiến Trao quyền cho Phụ nữ Rohey Malick hợp tác với Ngân hàng Bảo lãnh Tín thác để thực hiện lời hứa chiến dịch trao quyền cho phụ nữ Banjul.
Vào tháng 3 năm 2019, Báo Tự do đưa tin rằng Lowe đã bị bỏ tù ở Đức vào những năm 1980 về "các vấn đề liên quan đến ma túy", và sau đó đã tham gia vào vụ kiện tụng sau khi cáo buộc một cai ngục tù nhân tấn công tình dục. Lowe trả lời bằng cách nói: "Tôi thấy tờ báo đang lưu hành. Nếu người viết câu chuyện hiểu tiếng Đức, anh ta sẽ biết rằng tôi đã không làm gì sai. Tôi đã bị bạo lực xâm phạm. Tôi sẽ không quan tâm những gì họ đang nói." 

## Cuộc sống cá nhân
Lowe kết hôn với Mboge Saidykhan, một nhân viên Nghị định thư và Phúc lợi tại Đại sứ quán Gambia ở Washington DC, vào ngày 12 tháng 5 năm 2019. Bà đã ly hôn trước đây. Lowe là người Hồi giáo  và bà nói được tiếng Anh, tiếng Thụy Điển, Mandinka và Wolof.